# Ablanque
Ablanque település Spanyolországban, Guadalajara tartományban. Ablanque Cobeta, Huertahernando, Olmeda de Cobeta és Riba de Saelices községekkel határos. Lakosainak száma 73 fő (2024).

## Népesség
A település lakosságának változását az alábbi diagram mutatja:
| Lakosok száma | 154  | 140  | 129  | 110  | 98   | 80   | 73   | 59   | 60   | 73   |
|               | 2001 | 2004 | 2006 | 2009 | 2011 | 2014 | 2016 | 2019 | 2021 | 2024 |